# カプリコン
『カプリコン』は、真鍋譲治の漫画作品。また、それを原作とするアニメ。
「月刊ウィングス」1988年1月号から1990年7月号にかけて連載。作画グループメンバーの多くが退いて執筆陣が入れ替わり始めた頃の、同誌の看板作品のひとつであった。

## 物語
少年タクは時空の歪みから突如、異界スラフレーゼへと迷い込む。そこはヤッピ族という知性を持つドラゴンと言語を用いる獣達が共生する世界。その世界は虎の姿をした将軍ゾルバの軍事政権下にあり、ヤッピ族らは弾圧のもと絶滅の危機に瀕していた。タクはヤッピ族の末裔、少女モーナやその仲間たちと出会い行動をともにする。タクはスラフレーゼでは地球をカプリコンと呼ぶことを知る。そして、そのころゾルバは次元の道を開く無限アンカーと呼ばれる装置を発動させ、スラフレーゼとカプリコン（地球）をつなぎ、軍事侵攻を着々と計っていたのだ。アンカーを発動させれば二つの世界は戦火にまみれてしまう。モーナとタクたちはアンカー発動阻止のため仲間とともに立ち上がった、二人はゾルバの野心を阻止することが出来るのか?

## 書誌情報
新書館ウィングスコミックスより全5巻。
1. 1988年8月10日発行 ISBN 4-403-61163-X
2. 1989年3月10日発行 ISBN 4-403-61185-0
3. 1989年9月10日発行 ISBN 4-403-61203-2
4. 1990年3月25日発行 ISBN 4-403-61222-9
5. 1990年9月25日発行 ISBN 4-403-61236-9

## アニメ
1991年発売のOVA（発売：大陸書房・販売：キングレコード）。48分。
アウベック×アニメアールで制作された御厨さと美原作の『ギャラガ』の商業的成功により、その次作として企画されていた。しかし企画進行の遅れから予定されていた『ギャラガ』の充実したアニメアール・作画陣をスライドさせることが困難となり、充分なスタッフの確保や制作体制を敷くことなく制作が開始される。
当初は監督に予定されていた窪秀巳によって絵コンテが作成されていた。
だが窪は諸々の事情で降板を余儀なくされる。作画監督の谷口守泰は仕事の受注にあたり窪降板後、監督の任命権を条件にし、アウベックはそれを快諾。
谷口はサンライズ制作の『機甲猟兵メロウリンク』や『シティーハンター』で仕事をともにし才能を高く評価していた当時若手の今西隆志と渡辺信一郎に声をかけ、今西が監督、渡辺は絵コンテとして参加が決定（クレジットは脚本）した。演出の二人は『機動戦士ガンダム0083』の仕事と平行し演出を行った。それはメカ作画監督の吉田徹も同様であった。 
原作者の真鍋の監修のもと、今西、渡辺によって新たに絵コンテが作成されるが、元になった窪の絵コンテの完成度は高く、随所に形を留めることになる。順調に行くかと思われた進行だったが撮影を目前に韓国から空輸された大量のセル上がりのカット袋がガン箱ごと（空港において）紛失するという事故にスタッフはみまわれる。絶望的なアクシデントにもかかわらず今西と谷口の尽力（紛失した膨大なカットを、アフレコ用に撮影されていたレイアウトを今西がビデオプリンターで印刷、拡大コピーし、アウベックの原画スタッフが正月休みのため不在、原画経験のない動画スタッフによりそのコピーから原画が起こされた。その形だけの原画を谷口が正月休みを返上、数日間に渡って夜を徹して作監作業に当たった）でどうにか作品完成に至った。

### メインスタッフ・声の出演
メインスタッフ
- 監督：今西隆志
- 原作・構成：真鍋譲治
- 脚本：今西隆志、真鍋譲治、渡辺信一郎
- 撮影監督：白井敏雄
- 美術監督：石垣努
- 音楽：藤原いくろう
- キャラクターデザイン・作画監督：谷口守泰
- メカデザイン・メカ作画監督：吉田徹
- 作画監督補：佐々木かずひろ
- 絵コンテ：今西隆志、真鍋譲治
- 制作協力：アニメアール、R3 Company、他
- 制作：アウベック

声の出演
- 松井菜桜子（モーナ）
- 菊池正美（タク）
- 緒方賢一
- 小野坂昌也
- 天野由梨
- 龍田直樹
- 大滝進矢
- 柴田秀勝（ゾルバ）
- 稲葉実
- 吉村よう
- 大塚明夫